# Il bravo soldato Schwejk
Il bravo soldato Schwejk (Der Brave Soldat Schwejk) è un film del 1960 diretto da Axel von Ambesser.